# Кубок Чехии по волейболу среди женщин
Кубок Чехии по волейболу среди женщин — ежегодное соревнование женских волейбольных команд Чехии. Проводится с 1993 года.

## Формула соревнований
Соревнования проходят по системе плей-офф («осень-весна»). Победители четвертьфинальных матчей в формате «финала четырёх» определяют призёров розыгрыша Кубка. В финале розыгрыша 2024/25 «Дукла» победила «Кралово Поле» 3:0.

## Победители
- 1993 «Кралово Поле» Брно
- 1994 «Оломоуц»
- 1995 «Оломоуц»
- 1996 «Олимп» Прага
- 1997 «Олимп» Прага
- 1998 «Олимп» Прага
- 1999 «Олимп» Прага
- 2000 «Олимп» Прага
- 2001 «Кралово Поле» Брно
- 2002 «Кралово Поле» Брно
- 2003 «Кралово Поле» Брно
- 2004 «Олимп» Прага
- 2005 «Олимп» Прага
- 2006 «Кралово Поле» Брно
- 2007 «Олимп» Прага
- 2008 «Простеёв»
- 2009 «Простеёв»
- 2010 «Простеёв»
- 2011 «Простеёв»
- 2012 «Модржанска» Простеёв
- 2013 «АГЕЛ Простеёв» Простеёв
- 2014 «АГЕЛ Простеёв» Простеёв
- 2015 «АГЕЛ Простеёв» Простеёв
- 2016 «АГЕЛ Простеёв» Простеёв
- 2017 «Оломоуц»
- 2018 «АГЕЛ Простеёв» Простеёв
- 2019 «Оломоуц»
- 2020 «Оломоуц»
- 2021 «Оломоуц»
- 2022 «Кралово Поле» Брно
- 2023 «Кралово Поле» Брно
- 2024 «Дукла» Либерец
- 2025 «Дукла» Либерец

## Источник
- Волейбол. Энциклопедия/Сост. В. Л. Свиридов. Москва: Издательства «Человек» и «Спорт» — 2016.